# Styliferina translucida
Styliferina translucida is een slakkensoort uit de familie van de Litiopidae. De wetenschappelijke naam van de soort is voor het eerst geldig gepubliceerd in 1905 door Hedley.